# Bni Drar
Bni Drar (en berbère : Ayt Drar ; en arabe : بني درار) est une ville située au nord-est du Maroc, dans la région historique des Béni Snassen, dont elle constitue la limite sud-est. Elle est située dans la région de l'Oriental (région de Oujda), près de la frontière algéro-marocaine, à 20 km d'Oujda et 17 km d'Ahfir. Les habitants sont originaires principalement des berbères des Iznassen (Beni-Snassen).
"Ayt Drar" signifie en berbère "Les fils de la montagne".

## Démographie
Située au nord de la commune urbaine d’Oujda et à 10 km de l’aéroport Oujda-Angad, sur la route Nationale No 2 reliant Oujda à Nador, la commune urbaine de Bni Drar occupe une position carrefour dans la région de l’Oriental. Cette situation lui interpelle de mieux se positionner et chercher d’autres fonctions pour accompagner les projets en cours de réalisation ou ceux en cours d’étude, notamment la nouvelle station touristique de Saidia, technopole d’Oujda, l’agropole de Berkane et autres.
Elle s’étend sur une superficie de (nouveau périmètre) et abrite une population de 10 934 habitants (RGPH 2014).
Par conséquent, Bni Drar nécessite non seulement des actions d’envergure pour réorganiser et restructurer son espace urbain, mais aussi la promotion d’activités importantes afin de la doter d’une base économique solide et de services adéquats.

### Sources
- (en) Bni Drar sur le site de Falling Rain Genomics, Inc.